# Friedrich Heinrich Karl von Hünerbein

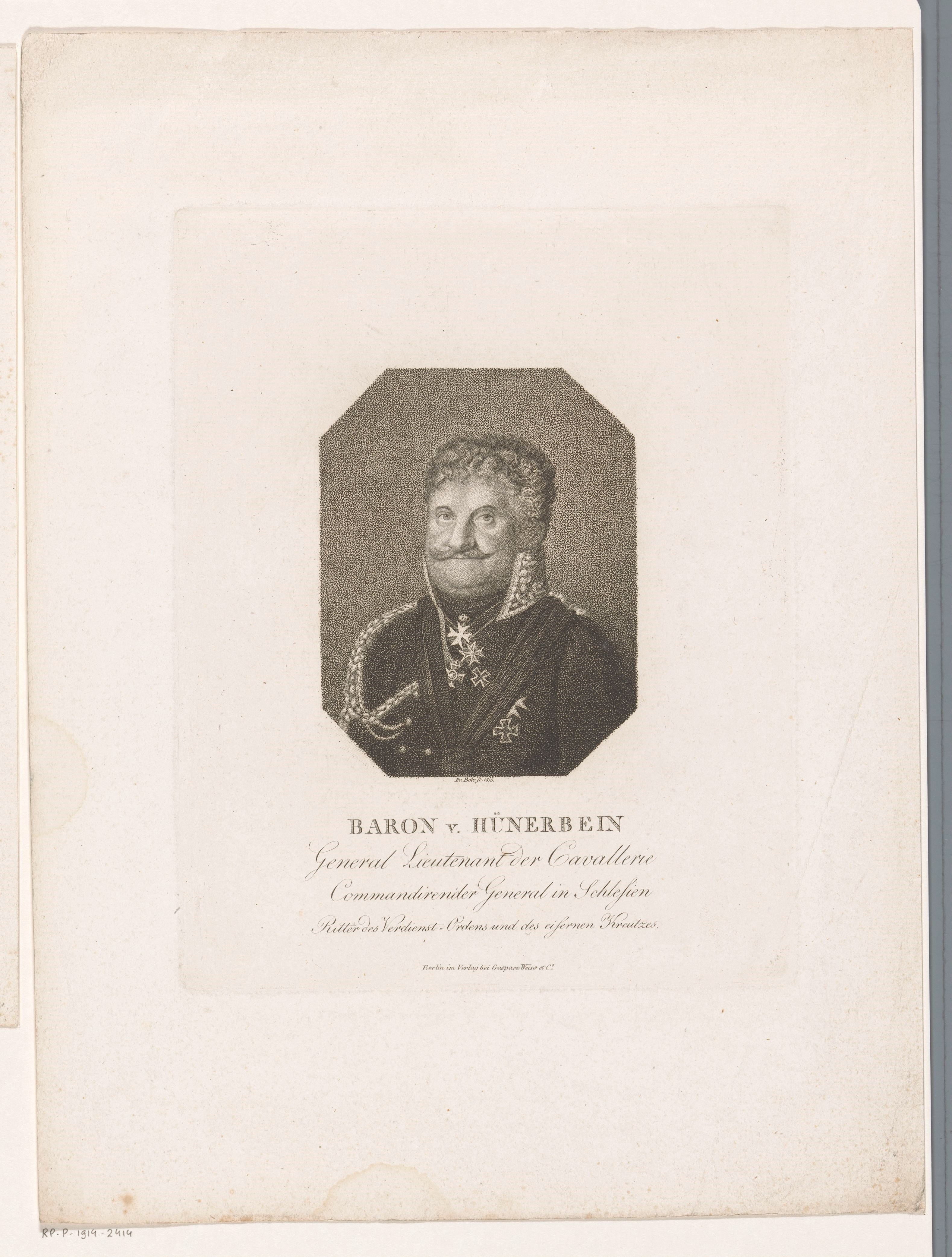
Baron v. Hünerbein; Punktstich von Johann Friedrich Bolt, 1815

Friedrich Heinrich Karl Georg Freiherr von Hünerbein (* 23. August 1762 in Harkerode; † 4. Februar 1819 in Breslau) war ein preußischer Generalleutnant.

## Herkunft und Jugend
Er war der Sohn des königlich-polnischen und kursächsischen Kammerjunkers Georg August Christof Freiherr von Hünerbein (1720–1796) und dessen Ehefrau Rahel Luise Karoline, geborene von Heeringen (1731–1768). Sein Vater war auch Oberforstmeister in der Grafschaft Mansfeld sowie Herr auf Harkenrode. Bis 1778 hatte er die Hohe Schule St. Afra in Meißen und die Universität Leipzig besucht. Dann trat Hünerbein als Junker in das Husarenregiment „von Czettritz“ der Preußischen Armee ein, wo er 1781 zum Kornett und 1787 zum Sekondeleutnant befördert wurde.

## Im Generalstab
König Friedrich Wilhelm II. bestimmte 1794 den Leutnant Hünerbein aus besonderem Vertrauen zum Adjutanten seines zweitgeborenen Sohnes, des Prinzen Louis. In dieser Funktion erwarb sich Hünerbein im Feldzug gegen den Kościuszko-Aufstand im Juni 1794 den Orden Pour le Mérite. Nach dem Tod des Prinzen war Hünerbein mit der Beförderung zum Stabskapitän und der Versetzung in das Dragonerregiment „von Bieberstein“ im Jahre 1797 unzufrieden. Auf seine Beschwerde hin übernahm ihn der König in seine Suite, die, soweit sie Generalstabsfunktion hatte, auch vom Thronfolger Friedrich Wilhelm III. 1798 übernommen wurde.
Im Jahre 1799 zum Kapitän von der Armee und 1801 zum Major befördert blieb er auch im Feldzug von 1806/07 im Generalstabsdienst. Im März 1807 sandte der König Hünerbein von seinem Hoflager in Königsberg zu Bündnis- und Waffenlieferungsverhandlungen mit König Gustav IV. von Schweden nach Malmö. Dort stieß er mit dem Freikorpsführer Schill zusammen, der mit gleicher Absicht im Interesse der belagerten Festung Kolberg ohne irgendeine Vollmacht angereist war. Im Mai zum Oberstleutnant befördert, kehrte Hünerbein zum Generalstab zurück. In den Jahren 1808/09 dem Stab Tauentziens zugeteilt, war Hünerbein in die weit verzweigten konspirativen Vorbereitungen einer antinapoleonischen Erhebung in Preußen eingeweiht, die dann aber angesichts des verfrühten Dörnbergschen Aufstands unterblieb.
Seit Mai 1809 Oberst, schied Hünerbein im März 1812 aus dem Generalstab aus und übernahm die Führung der 1. Kavalleriebrigade des für den Russlandfeldzug Napoleons gebildeten preußischen Hilfskorps. Kurz nach Kriegsbeginn hatte Hünerbein einen schweren Konflikt mit dem Oberbefehlshaber Grawert, der dazu beitrug, dass dieser sein Kommando niederlegte. Weder sein Nachfolger Yorck noch der spät informierte König waren an einer Bestrafung Hünerbeins interessiert, weil die Folgen der Konvention von Tauroggen andere Begebenheiten in der Armee bedeutungslos werden ließen.

## In den Befreiungskriegen
Hünerbein wurde im März 1813 zum Generalmajor befördert und führte im Verband des I. Armeekorps unter Yorck die 8. Brigade. Sie nahm teil an den Gefechten bei Möckern, wo Hünerbein für seinen erfolgreichen Angriff auf Dannigkow das Eiserne Kreuz II. Klasse erhielt. In der Schlacht von Großgörschen schwer verwundet, büßte Hünerbein seine Reitfähigkeit ein. Nun kommandierte er zu Fuß seine Brigade: in der Schlacht an der Katzbach, wurde dort mit dem Eisernen Kreuz I. Klasse ausgezeichnet, der Schlacht bei Wartenburg und in der Völkerschlacht von Leipzig beim Sturm auf Möckern, wodurch er sich den russischen Orden der Heiligen Anna I. Klasse erwarb.
Im Dezember 1813 zum Generalleutnant und Kommandierenden General im Herzogtum Berg ernannt, befehligte Hünerbein die von Steins Zentralverwaltungsdepartement durch General Jechner organisierte Bergische Brigade im Deutschen Bundeskorps unter dem Herzog Ernst von Sachsen-Coburg. Es blockierte die Festung Mainz von Anfang Februar 1814 bis zu deren Kapitulation am 4. Mai. Danach amtierte Hünerbein in Düsseldorf, der Hauptstadt des Generalgouvernements Berg.
Hünerbein, gebildet und gesellschaftlich interessiert, bei Hofe sowie in Offiziers- und Adelskreisen für seinen sprudelnden Witz bekannt, unterstützte die Preußischen Reformen. Er verzichtete in den Feldzügen von 1812/13 gegenüber den einfachen Soldaten auf Vorrechte bei der Unterbringung und Verpflegung und entsprach damit Scharnhorsts Idee eines „Volks in Waffen“. Den Fortbestand der Rheinbundfürsten und die Restauration der von Napoleon abgesetzten Reichsfürsten lehnte Hünerbein ab – zum Kurprinzen Wilhelm von Hessen, dem Sohn des Kurfürsten von Hessen sagte er: „Geht es nach mir, so bekommt Ihr Vater nicht soviel Land zurück, als ich Schmutz unter meinen Nägeln habe!“

## Im Generalkommando in Schlesien
Als Yorck, der Kommandierende General in Schlesien, bei der Mobilmachung gegen den zurückgekehrten Napoleon im April 1815 ein Armeekommando übernahm, rückte Hünerbein stellvertretend in dessen bisherige Position ein. Nach Yorcks Verabschiedung ernannte der König Hünerbein im Oktober 1815 zum Gouverneur von Breslau und kurz darauf zum Kommandierenden General in Schlesien und Chef des VI. Armeekorps.
Im Kommando des schlesischen Armeekorps setzte er den Gedanken Boyens von der Armee als „Schule der Nation“ im Wortsinne um, wenn er den Offizieren befahl, den Rekruten Unterricht im Schreiben und Rechnen zu erteilen und Unterhaltungsstunden zu geben, in denen sie sich mit jenen über den „Felddienst und das Benehmen des Soldaten im Dienst und außer demselben“ und auch unmilitärische Themen zu unterhalten hatten. Im Januar 1818 dekorierte der König Hünerbein für seine Verdienste um die Hebung des Ausbildungsniveaus besonders der schlesischen Landwehr mit dem Roten Adlerorden I. Klasse mit Eichenlaub.
Hünerbeins Verletzung war nicht ausgeheilt, deswegen durfte er im Sommer in Sibyllenort leben, musste aber ab Ende Mai 1818 beurlaubt werden. Dennoch reiste Hünerbein im gleichen Jahr nach Berlin, um dort an den Herbstübungen teilzunehmen. Danach verschlimmerten sich seine Leiden, er erholte sich nicht mehr und starb am 4. Februar 1819 in Breslau. Beigesetzt wurde er auf dem Militärfriedhof Breslau.

## Ehe und Nachkommen
Hünerbein war seit 21. März 1798 mit Wilhelmine Ulrike von Knobelsdorff (1774–1831) verheiratet. Sie war die Tochter des Generals Kurd Gottlob von Knobelsdorff (1755–1807) und dessen Frau Karoline Helene von Oppen († 1780).
Ermöglicht wurde die Eheschließung durch König Friedrich Wilhelm II. Ihm war 1797 während eines Besuchs bei seiner verwitweten Schwiegertochter, der Prinzessin Friederike deren schöne Hofdame Ulrike von Knobelsdorff aufgefallen. Als er erfuhr, dass sie und ihr Geliebter Hünerbein, der vormalige Adjutant Louis’, nicht heiraten können, „denn sie haben beide nichts“, entschied er spontan, Hünerbein ein Gut eigener Wahl im jüngst annektierten Südpreußen zu schenken. Hünerbein wählte aus einer Liste das Kloster Obra, unweit von Kosten, der Garnison seines Regiments Bieberstein. Der Vorgang wurde publik und erregte als Beispiel für die Verschleuderung staatlicher Mittel aus einer Laune des Königs heraus Aufsehen.
Der Ehe entsprossen drei Söhne und zwei Töchter:
- Bertha (1799–1859) ⚭ Franz von Waldersee, preußischer General der Kavallerie, Eltern von Alfred von Waldersee, preußischer Generalfeldmarschall und Chef des Großen Generalstabs
- Heinrich Curt Georg (1800–1842), preußischer Offizier ⚭ Bertha von Briesen, Eltern von Thekla von Hünerbein, Gründerin und Oberin des Diakonissenhauses Stift Salem in Stettin
- Georg Karl Deodatus (1802–1802)
- Arthur Julius (1806–1870)[4], getauft als Julius Oppen, Sohn der Wilhelmine Ulrike von Hünerbein mit einem Offizier von Trotha,[5] im Jahr seiner eigenen Eheschließung gerichtlich als in der Ehe geboren legitimiert,[6] 1843 ⚭ Agnes Sievers (* 1819; † 5. Februar 1854)[7]
- Ulrike Eleonore (1804–1832) ⚭ Alexander von Knobelsdorff (1788–1848)